# Sergueï Kocherigin
Sergueï Alexandrovitch Kocherigin, en russe : Сергей Александрович Кочеригин (1893-1958) était un ingénieur aéronautique soviétique. Il a dirigé un bureau d'études. Sous sa direction, ont été mis au point et construits un avion d'assaut, des bombardiers, des avions de reconnaissance fabriqués en série.